# دي هافيلاند فينوم
دي هافيلاند دي إتش 112 فينوم (بالإنجليزية: de Havilland DH 112 Venom)‏ هي طائرة نفاثة بريطانية، ذات محرك واحد بعد الحرب تم تطويرها وتصنيعها بعد الحرب العالمية الثانية من قبل شركة دي هافيلاند للطائرات. وقد تم اشتقاق الكثير من تصميمها من طائرة دي هافيلاند فامباير، وهي أول طائرة مقاتلة تعمل بالطاقة النفاثة.
دخلت فينوم الخدمة مع سلاح الجو الملكي (RAF)، حيث كان يستخدم الطراز ذو المقعد الواحد كمقاتلة ضاربة وذات المقعدين كمقاتلة ليلية. كما تم تشغيل نموذج مخصص للاستطلاع الجوي من قبل سلاح الجو السويسري. عملت فينوم كمرحلة مؤقتة بين الجيل الأول من المقاتلات النفاثة البريطانية والطائرات ذات الجناحين المستقيمة والمدعومة بمحركات تدفق الطرد المركزي مثل غلوستر ميتيور ودي هافيلاند فامباير، والطائرات المقاتلة ذات الاجنحة المتراجعة للخلف والمدعوة بمحركات الضاغط المحوري، مثل هوكر هنتر، أيضا، سي فيكسن. وبناء على ذلك، كان لنوع الخدمة فترة خدمة قصيرة نسبيا في سلاح الجو الملكي البريطاني، حيث تم سحبها من عمليات الخطوط الأمامية من قبل الخدمة في عام 1962 كنتيجة لإدخال تصاميم أكثر قدرة. ومع ذلك، فقد استخدمت في القتال خلال أزمة السويس، وحالة الطوارئ في المالاي، وثورة 14 أكتوبر في عدن.
ثبت أن لفينوم شعبية في سوق التصدير، وجري بيعها بأعداد كبيرة إلى العراق ونيوزيلندا والسويد وسويسرا وفنزويلا. وكانت القوات الجوية السويسرية آخر مشغل عسكري نشط لفينوم، حيث تقاعدت آخر طائرة خلال عام 1983. ومنذ ذلك الحين تم الحصول على أعداد كبيرة من الطائرات العسكرية السابقة من قبل كيانات خاصة، واستمر العديد منها في التحليق، وأداء عروض جوية في مختلف المعارض الجوية، في حين تم الحفاظ على العديد من الطائرات في للعرض عرض في المتاحف أو على البوابات. كما تم إنتاج مشتق متخصص، سي فينوم، كنسخة بحرية من الطائرات مناسبة للعمل من فوق حاملات الطائرات.

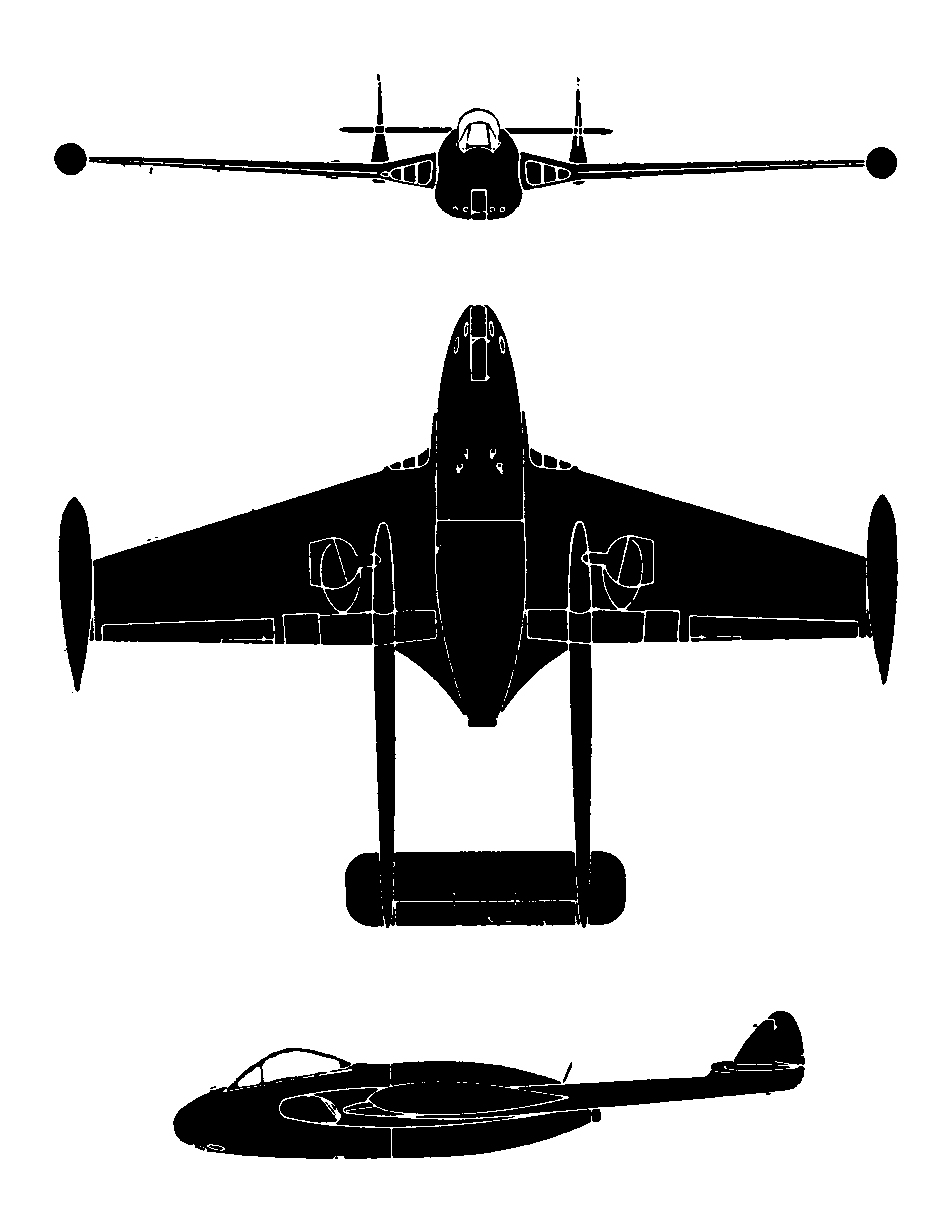
de Havilland Venom FB 1

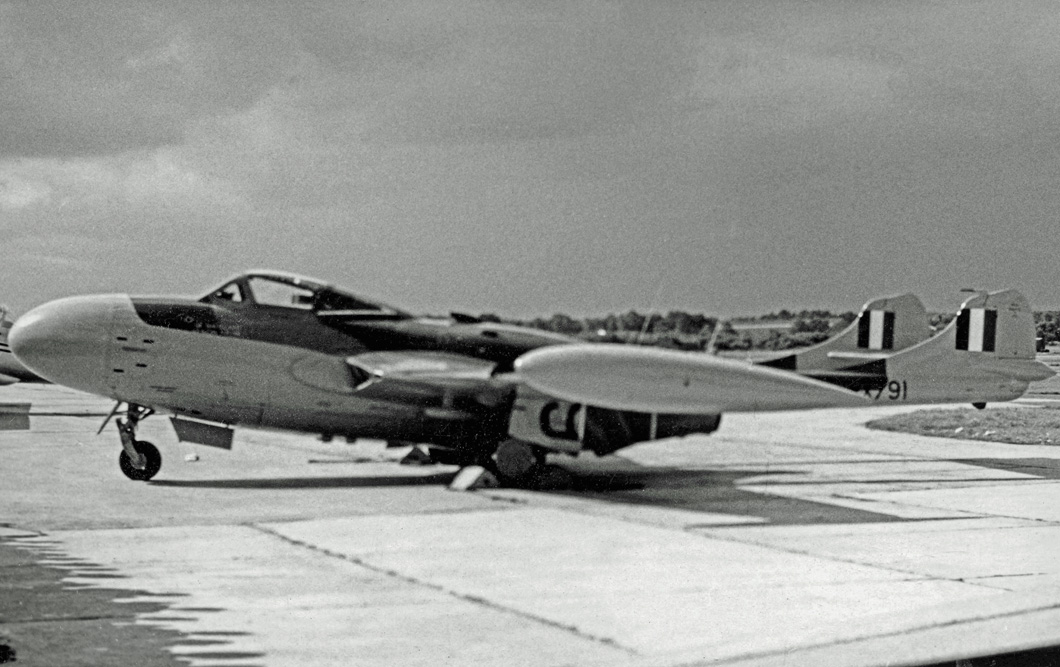
A Venom NF.3. Note the clear view canopy and revised tail surfaces of this mark.

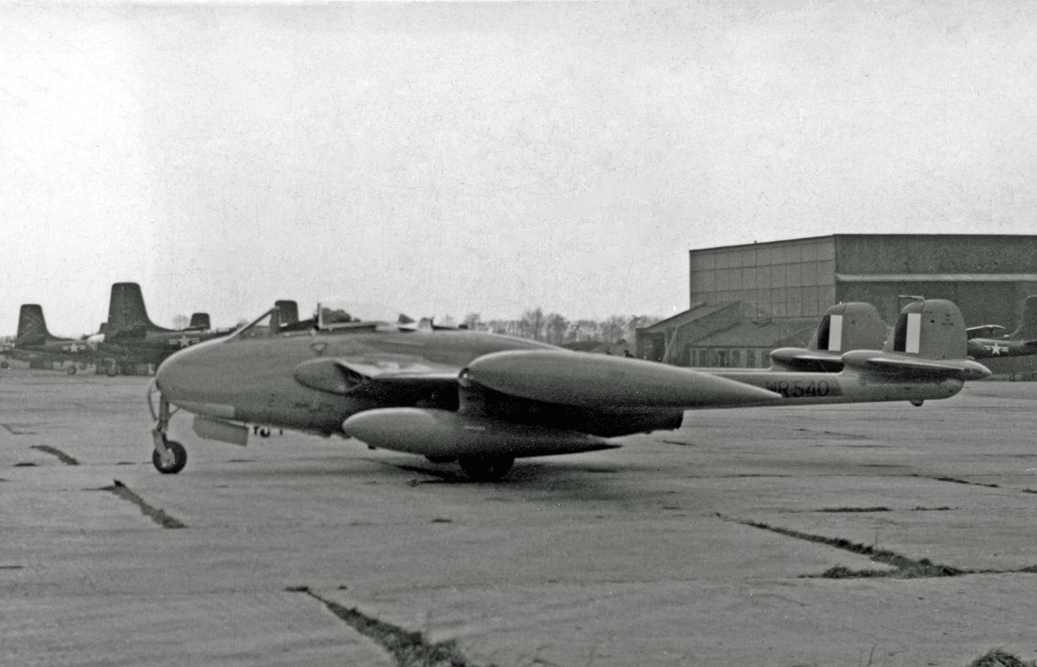
Venom FB.4 with revised tail surfaces. This aircraft served Nos. 28 and 60 Squadrons of the RAF.

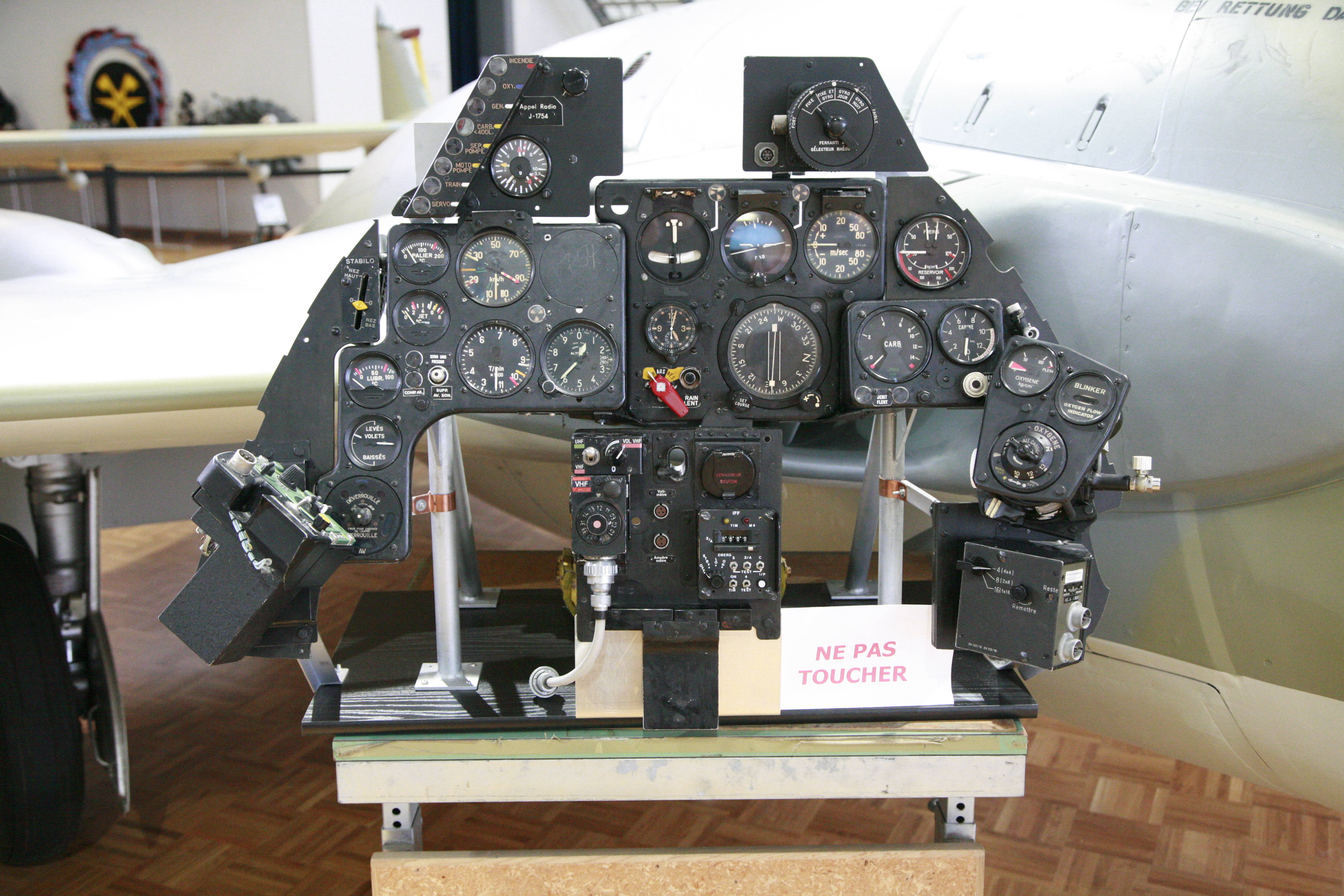
أجهزة قياس طيران of a Swiss Venom

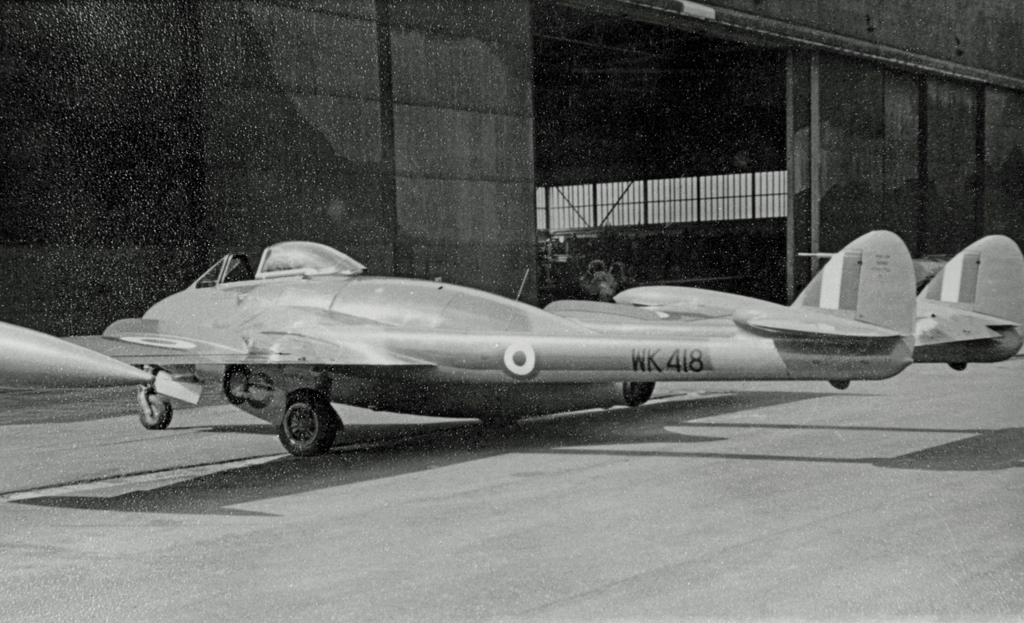
Venom FB.1 built by Fairey Aviation in 1954

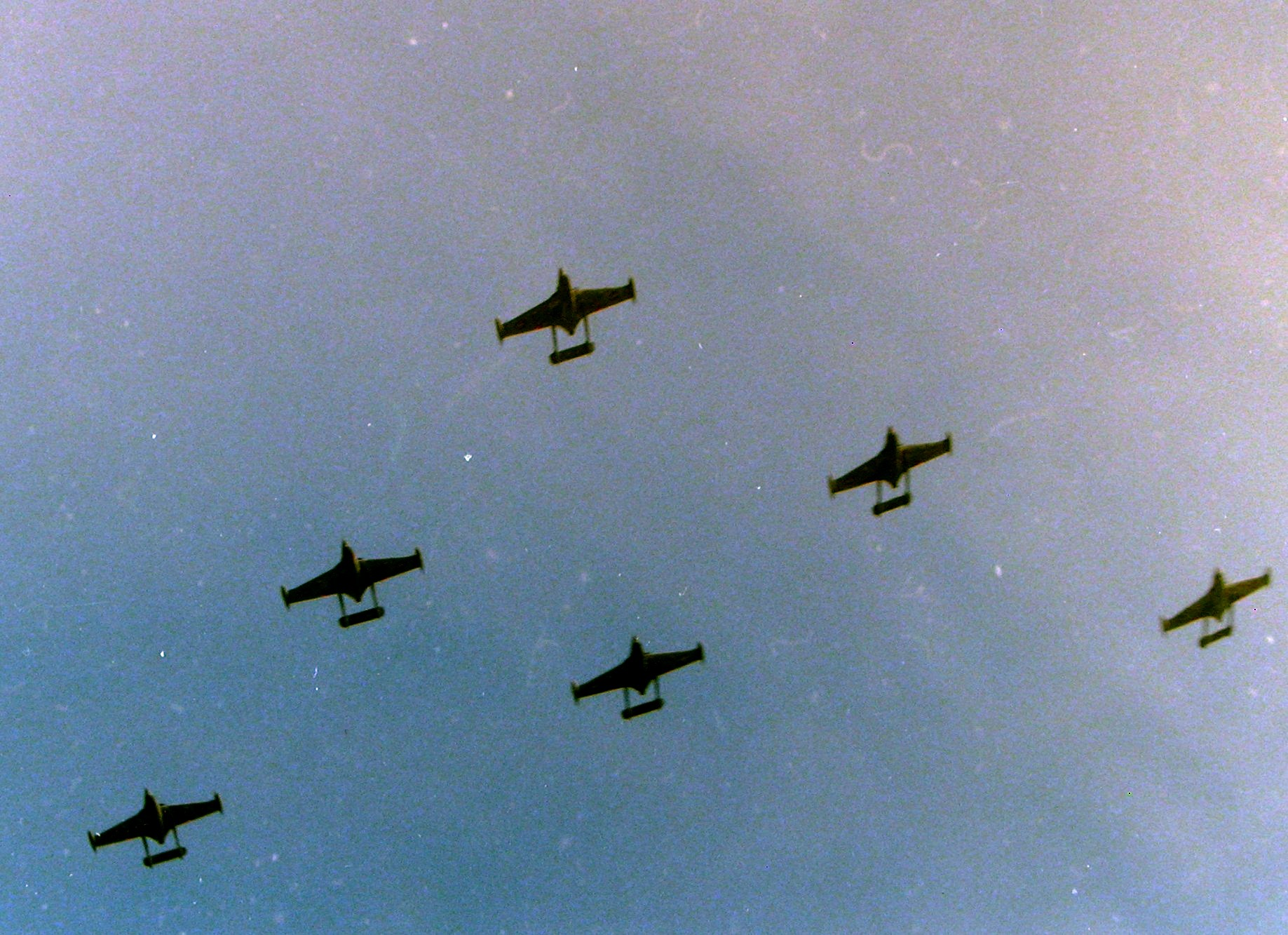
Venoms of the دورية سويسرا display team in formation over إنترلاكن، برن, 1983

## المتغيرات
DH.112 Prototypes

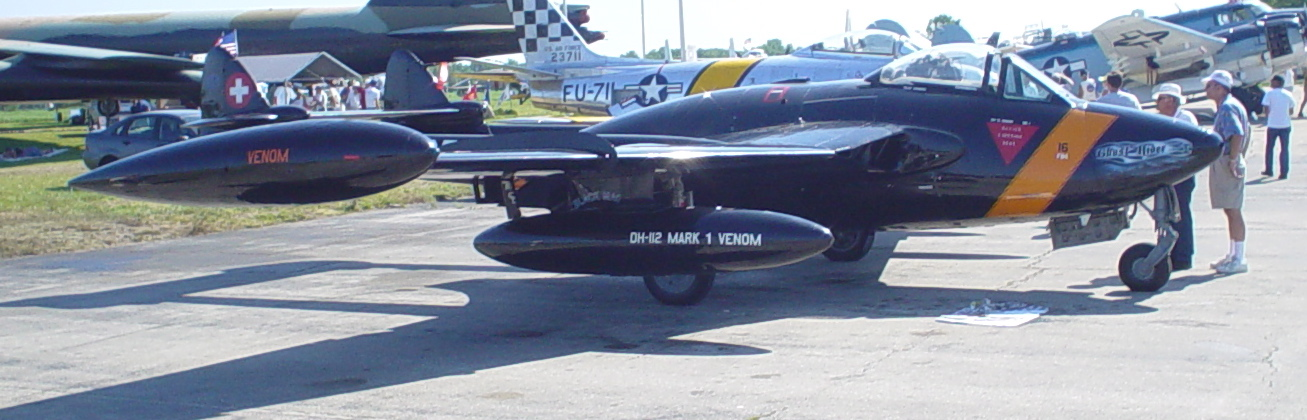
Privately owned long nosed Swiss Venom FB.54

- VV612 converted from a Vampire FB.5 and first flown as a DH.112 on 2 September 1949.
- VV613 converted from a Vampire FB.5 and first flown as a DH.112 on 29 July 1950.

FB 1
NF 2
NF 2A
NF 3
FB 4
FB 50
NF 51
Fiat G.80

## المشغلون

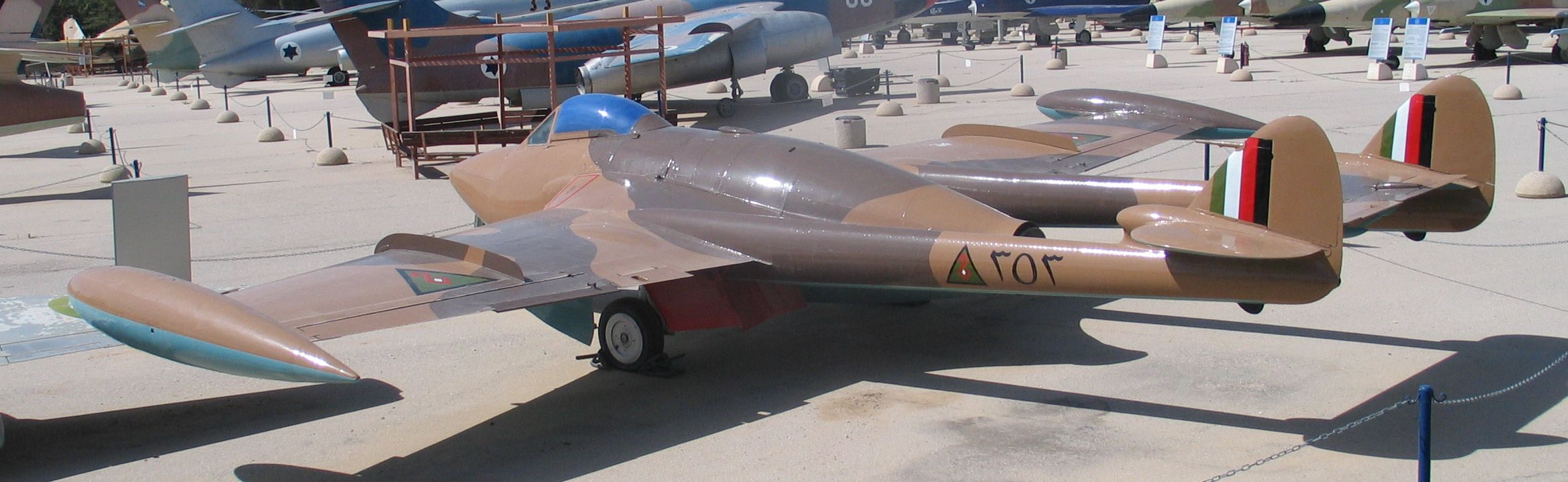
De Havilland Venom at the متحف القوات الجوية الإسرائيلية in

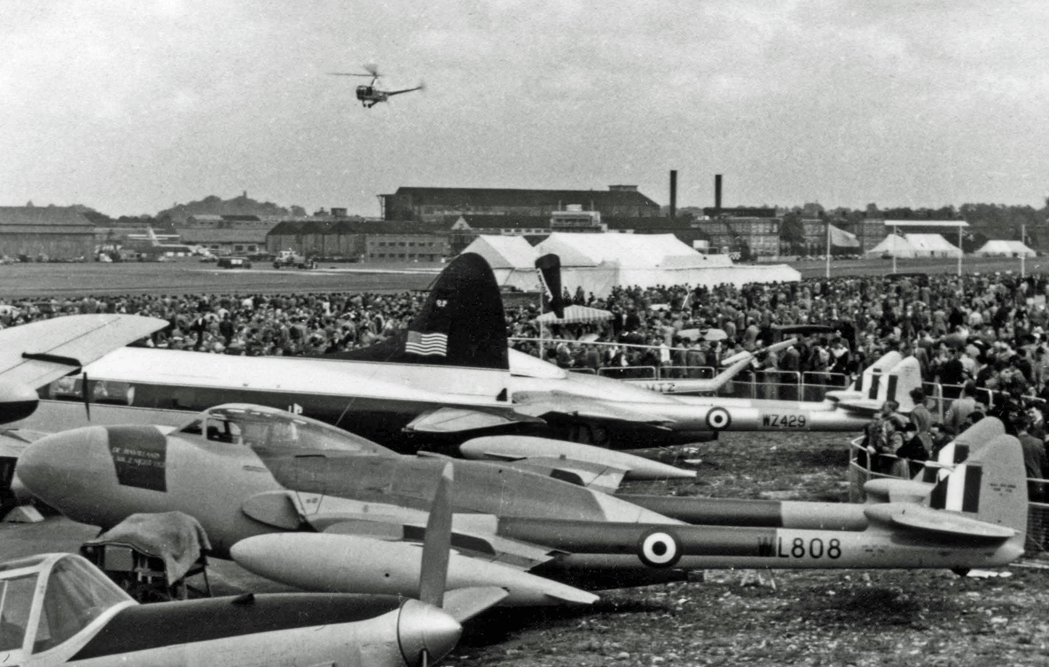
RAF Venom NF.2 night fighter at the معرض فارنبرة للطيران in 1952

العراق
القوة الجوية العراقية
 إيطاليا
القوات الجوية الإيطالية.
 نيوزيلندا
القوات الجوية الملكية النيوزيلندية
- No. 14 Squadron

 السويد
القوات الجوية السويدية
- F 1 Hässlö

 سويسرا
القوات الجوية السويسرية
 المملكة المتحدة
سلاح الجو الملكي
- No. 5 Squadron RAF
- No. 6 Squadron RAF
- No. 8 Squadron RAF
- No. 11 Squadron RAF
- No. 14 Squadron RAF
- No. 16 Squadron RAF
- No. 23 Squadron RAF
- No. 28 Squadron RAF
- No. 32 Squadron RAF
- No. 33 Squadron RAF
- No. 45 Squadron RAF
- No. 60 Squadron RAF
- No. 73 Squadron RAF
- No. 89 Squadron RAF
- No. 94 Squadron RAF
- No. 98 Squadron RAF
- No. 118 Squadron RAF
- No. 125 Squadron RAF
- No. 141 Squadron RAF
- No. 142 Squadron RAF
- No. 145 Squadron RAF
- No. 151 Squadron RAF
- No. 208 Squadron RAF
- No. 213 Squadron RAF
- No. 219 Squadron RAF
- No. 249 Squadron RAF
- No. 253 Squadron RAF
- No. 266 Squadron RAF

 فنزويلا
سلاح الجو الفنزويلي

## مواصفات (Venom FB 1)

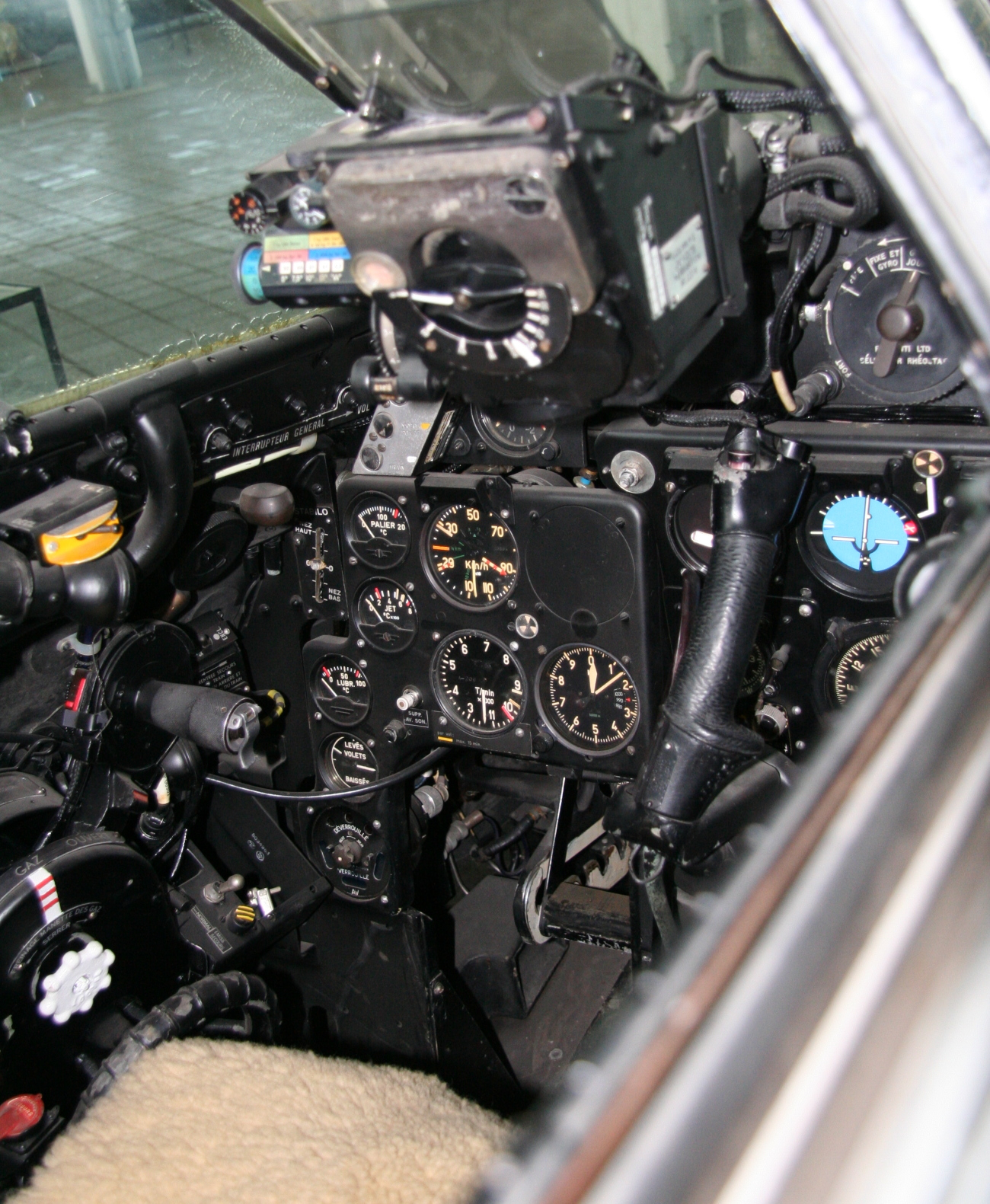
Instrumentation within the cockpit of a preserved Venom

البيانات من Fighters of the Fifties, International Warplanes
الخصائص العامة
- الطاقم: 1
- الطول: 31 قدم 10 بوصة (9.70 متر)
- باع الجناح: 41 قدم 8 بوصة (12.70 متر)
- الارتفاع: 6 قدم 2 بوصة (1.88 متر)
- مساحة الجناح : 279 قدم² (25.9 متر²)
- الوزن فارغة: 9,202 رطل (4,173 كغم)
- الوزن محملة: 15,400 رطل (7,000 كغم)
- محرك الطائرة: 1 × de Havilland Ghost 103 محرك نفاث عنفي, 4,850 lbf (21.6 كيلو نيوتن)

الأداء
- السرعة القصوى: 640 ميلا في الساعة (556 kn, 1,030 كم/ساعة)
- مدى (طائرة): 1,080 ميل (934 ميل بحري, 1,730 كم)
- سقف الخدمة: 39,400 قدم (12,000 متر)
- معدل الصعود: 9,000 قدم/دقيقة (45.7 متر/ثانية)
- حمولة الجناح: 56.17 رطل/قدم² (274.2 كغم/متر²)
- دفع/وزن: 0.41

التسليح

- صواريخ: 8× RP-3 "60 رطل" (27 كغم) rockets, or;
- قنابل: 2× 1000 رطل MC bombs

### اقتباسات
1. ↑  Gobel, Greg. "DH Venom / DH Sea Vixen." vectorsite.net, 1 April 2009. Retrieved: 8 November 2009. نسخة محفوظة 23 يونيو 2017 على موقع واي باك مشين.
2. ↑  Gunston 1981, p. 52.
3. ↑  Jackson 1987, p. 481.
4. ↑  Gunston 1981
5. ↑  Fredriksen 2001, p. 91.